# Maria Inaly Morazán
Maria Inaly Morazán (ur. 20 listopada 1988) – wszechstronna nikaraguańska lekkoatletka.

## Rekordy życiowe
- skok o tyczce - 2,40 (2005) były rekord Nikaragui[1]
- bieg na 100 metrów przez płotki - 16,36 (2007) rekord Nikaragui[2]
- siedmiobój - 3765 pkt (2007) rekord Nikaragui[3]

Morazán biegła na pierwszej zmianie nikaraguańskiej sztafety 4 x 100 metrów, która w 2007 wyrównała ustanowiony dwa lata wcześniej rekord kraju w tej konkurencji (48,87).